# محمد أمزيان (عسكري)
المارشال محمد أمزيان هو عسكري مغربي إسباني من مواليد بني انصار - الريف شمال المغرب في 1 فبراير 1897 - وتوفي بمدريد في 1 ماي 1975.

## مسيرته
فاجأ الطفل الريفي الصغير الملك الإسباني ألفونسو الثالث عشر خلال زيارته إلى مليلة عندما سأله ماذا يريد أن يكون في المستقبل، فأجابه ببرود مثلك يا سيدي، بدت الدهشة على محيا العاهل الإسباني وكأنه لا يصدق أذنيه، ثم أراد أن يتأكد من مقصد الصبي فأجابه هذا الأخير ببراءة، تخفي ما تخفيه، بأنه يريد أن يكون قبطانا في الجيش، كانت للملك فراسته الخاصة، لذلك لم يتردد في تقديم وعد لوالد الطفل بأنه سيدخله مدرسة عسكرية بمجرد ما يبلغ سن السادسة عشرة، ولم يخلف الملك ألفونسو الثالث عشر وعده وحقق حلم الصبي الريفي عندما كان أول مغربي ينزع الجلباب القصير، ويرتدي اللباس العسكري وعمره لا يتجاوز 16 سنة خلال العقد الأول من القرن العشرين.
المارشال أمزيان دخل تاريخ إسبانيا كأول جنرال مسلم، فالعسكري الريفي لم يتردد في حمل السلاح ضد أستاذ قديم درسه في مدينة مليلة اسمه الشيخ محمد بن عبد الكريم الخطابي، وبعدما أخمدت الثورة الريفية، شمر عن ساعده وجمع العشرات من المغاربة للقتال إلى جانب الجنرال فرانكو في الحرب الأهلية الإسبانية، لذلك بات مجرد ذكر اسمه يكفي لكي يصرخ اليسار الإسباني بصوت عالٍ على أعمدة الصحف الإسبانية.
وكان المارشال أمزيان قد حصل بعد نهاية الحرب الأهلية الإسبانية على منصب حاكم لمنطقتي جزر الكناري في عرض المحيط الأطلسي، التي انطلقت منها شرارة التمرد العسكري على الجمهورية اليسارية الإسبانية، وإقليم غاليسيا، شمال غرب البلاد، وهو إقليم يحظى بأهمية سياسية وإستراتيجية فائقة في البلاد.
والتحق أمزيان بالجيش المغربي بعد أن حصد كل رتبه العسكرية الكبرى رفقة الجيش الإسباني منذ أن التحق بالكلية العسكرية بمدينة طليطلة عام 1913.
عينه الحسن الثاني وزيرا للدفاع الوطني فيي حكومة باحنيني و حكومة الحسن الثاني الرابعة خلفا لالمحجوبي أحرضان من 20 أغسطس 1964 إلى 11 نونبر 1967.

## التهم الموجهة للماريشال أمزيان من طرف أهل الريف شمال المغرب
- أن هذا المارشال قد سبق له وأن شارك مع الجانب الإسباني في معركة أنوال ضد الريفيين بقيادة بن عبد الكريم الخطابي سنة 1921.
- شارك المارشال سنة 1959 ـ بعد تبوئه للمسؤولية بالجيش المغربي ـ في الحملة القمعية التي باشرها المخزن المغربي ضد انتفاضة الريف مرتكباً في ذلك أفظع الجرائم ضد الإنسانية.
- جمع العشرات من أهل الريف للقتال إلى جانب الجنرال فرانكو في الحرب الأهلية الإسبانية، بذلك زج بالأبرياء في حرب لا ناقة لهم فيها ولا جمل.
- يتهم اليسار الإسباني المارشال أمزيان بـ«التورط في مذابح» خلال الحرب الأهلية الإسبانية التي استمرت بين 1936 و1939، وبكونه ساهم إلى حد كبير في ترجيح كفة العسكريين المتمردين على الجمهورية.
- شارك إلى جانب الدكتاتور فرانكو في الانقلاب على الجمهورية الإسبانية سنة 1936 ضدا على الشرعية الديمقراطية الشعبية للجمهورية... وقاد في نفس الفترة حملات عسكرية قمعية ضد المعارضين تميزت ببشاعتها، كان أبرزها الهجوم الذي قاده المارشال على بلدة نافال كارنيرو (بالإسبانية: Naval Carnero) في مدريد حيث دوهمت المنازل واغتصبت النساء وقتل الأبرياء من الأطفال والكهول في أجواء وصفت بالهمجية خلفت شكوكا حول إسلامه أو غير ذلك..

## وفاته
عندما كان الملك الحسن الثاني يحضر بدهاء السياسيين الكبار للمسيرة الخضراء كان الجنرال فرانكو يحتضر، يموت تارة نصف ميتة ثم يعود إلى الحياة ماسكا بتلابيبها، لكن في النهاية مات فرانكو بعد المسيرة الخضراء بأيام، وكان صديقه القديم الماريشال أمزيان وقتها يعد أيامه الأخيرة، على أصابع يده التي فضل أن يقضيها فوق سرير إحدى مستشفيات مدريد، حيث غادر صوب الأبدية في هدوء بعد حياة صاخبة، لم يمنع موته من عودة ضجيجها بين الفينة والأخرى.
- توفي بمدريد في 1 ماي 1975.

## تكريم
متحف أمزيان

## وصلات خارجية
- (فيديو) عن حياة المارشال أمزيان، إنتاج التلفزيون الإسباني، باللغة الإسبانية